# Deadgirl
Deadgirl è un film horror statunitense prodotto nel 2008, scritto da Trent Haaga e diretto da Marcel Sarmiento e Gadi Harel. 

## Trama
Nel cortile della scuola, Rickie tenta di sedurre vanamente l'innocente Joann, per poi marinare la scuola insieme al suo amico JT una volta che la campanella suona, indicando l'inizio delle lezioni. I due arrivano a un manicomio abbandonato, e incominciano a ubriacarsi e distruggere tutto per il semplice piacere di farlo. La loro opera di distruzione termina soltanto quando, JT, stremato, conduce l'amico nel tunnel, dove in passato portavano i pazienti che stavano davvero fuori con la testa. I due vengono inseguiti da un cane, e nella fuga, trovano una porta segreta nascosta da alcuni oggetti. Aprendola, trovano una donna completamente nuda e incosciente. I due sconcertati, si comportano differentemente: mentre Rickie è spaventato e intende solo liberare la ragazza, JT Intende tenersela e avere un rapporto sessuale con lei. I due hanno un litigio, e Rickie, disgustato dall'amico, se ne va via dal manicomio.
Tornato a casa, Rickie cerca di chiamare la polizia, ma si ferma quando sente la voce di Clint, il fidanzato alcolizzato della madre. La sera, mentre il ragazzo si allena con una pistola, viene raggiunto dall'amico, che lo riporta al manicomio. Gli racconta poi, che la ragazza appena svegliata, ha provato più e più volte a dimenarsi e ha cercato di morderlo continuamente. JT allora, ha incominciato a colpirla, fino a quando la donna non si muoveva più. Così tra i due nasce una nuova discussione, che porterà JT a rubare la pistola e a sparare al corpo della ragazza, facendo svenire il suo amico. Una volta risvegliato, scopre che l'intrappolata e in realtà una sottospecie di immortale, visto che non muore né con le pallottole, né spezzandole il collo. JT gli dice che la terrà lì, e che se la scoperà ogni volta che ha voglia. Rickie, non potendosi opporre, decide di accettare la decisione del ragazzo.
A scuola, Rickie si estranea da tutti, sentendosi attanagliato del rimorso di quello che l'amico ha fatto all'immortale. Scopre inoltre dall'amico Wheeler che Joann si è fidanzata. Tormentati da incubi spaventosi, decide di recarsi di nuovo al manicomio, per non specificate intenzioni. Scopre tuttavia, che JT ha coinvolto anche Wheeler nella storia, e che ora anche quest'ultimo ha un rapporto sessuale con la ragazza morta. Infuriato, Rickie si dirige da un meccanico e si fa dare delle tenaglie. A tarda notte, Rickie raggiunge l'immortale, e le libera le catene delle mani, ma decide di fermarsi quando ella si dimostra fin troppo aggressiva. Quando JT e Wheeler raggiungono il posto, vengono aggrediti dalla ragazza, ma riescono tuttavia a calmarla e intrappolarla nuovamente.
Rickie chiede a Joann di uscire insieme, ma lei rifiuta l'offerta. Quando sta in compagnia di Wheeler, sia lui che il ragazzo, vengono aggrediti da Johnny, il fidanzato di Joann, che picchia a sangue i due ragazzi. Wheeler, si fa scappare dalla bocca quello che è successo con la ragazza, suscitando la curiosità di Johnny, che portando i due ragazzi, si dirige al manicomio. Così Johnny, e il suo amico Dwyer, scoprono il corpo della ragazza, e, provocati sia da Rickie che da JT, hanno un rapporto sessuale con lei. In realtà, Johnny cade nella trappola organizzata da colui che è innamorato di Joann. Il ragazzo, infatti, mette il suo pene nella bocca della ragazza, e quest'ultima lo morde, facendo spaventare e fuggire i due amici.
I giorni passano, e la ferita causata dalla ragazza morta a Johnny sembra espandersi il più non posso. Dwyer, decide di liberare l'immortale, ma viene sorpreso da JT, e morso da colei che doveva liberare. JT gli rivela che il morso della ragazza è altamente contagioso, e che, se vieni morsi anche solo una volta, diventi come lei. Così, anche l'amico di Johnny viene intrappolato, obbligato ad essere uno schiavo della sessualità. Rickie, cerca di uccidere la ragazza morta per dar fine a tutta quella storia, ma si ferma quando scopre che Joann è stata rapita dai suoi due amici. Wheeler cerca di profanarla, e per questo gli viene tagliato il braccio e successivamente viene morso dalla Deadgirl. Rickie e Joann sfruttano l'inconveniente per scappare via, ma accidentalmente si separano. JT viene morso, mentre Joann viene ferita con un pugnale e la ragazza morta riesce a scappare via dal manicomio. JT gli dice che la ragazza può salvarsi soltanto se viene morsa, diventando la nuova Deadgirl. 
Parecchio tempo dopo, Rickie si reca al manicomio dopo una consueta giornata di scuola, nel letto, risiede una Joann completamente trasformata